# もっともっとメイドさん
もっともっとメイドさんとは、築地俊彦のライトノベル『まぶらほ』に登場する架空の団体である。略称はMMM。

## 概要
MMMは地球上からメイドが消えることを危惧し、1926年にロンドンで結成された趣味性の高い団体。結成当初はアングラ要素が強く、隠匿のために当時マイナーだった日本語を名称に使用して活動していた。またMMMの隊員はご主人様を除き全て女性で構成され、世界各地の家政学校での訓練を経て各中隊への配属となる。
MMMは中隊単位でご主人様に忠誠を誓い、行動を共にしているが、MMMの会員は世界中に散らばっているため、各中隊も世界中に駐屯している。それにより駐屯地によって中隊の特徴や所属のメイドたちの特徴も変化する。例外として第五装甲猟兵侍女中隊のように世界中を転戦する中隊も存在する。
また、仕えている主人の趣味などにより火器及び兵装が中隊によって異なることも多く統一はされていない。
各中隊の指揮官はMMMの中で特に優秀なメイドが務める。 
前述のように、このMMMのメイドは家事だけでなく、場合によっては他の組織との戦闘が起こりえるので訓練を欠かさない。

## MMM各中隊
存在が確認されたものを記載。
第一装甲猟兵侍女中隊
中隊長：クレア・エバートン大尉　
本拠地：イギリス
MMM全部隊の中で最も伝統があるエリート部隊。積極的に転戦しており、長期間の駐屯がない。
第二装甲猟兵侍女中隊
中隊長：シンシア・フロスト大尉　
本拠地：イギリス
主人が政界の要人が引き継ぐことで有名な隊。第一中隊と対照的に、主人の旅行以外では本拠地から移動しない。
第三装甲猟兵侍女中隊
中隊長：マリアンヌ・ルフォー大尉　
本拠地：フランス
歴代の主人が城持ちで、掃除と整頓に関してはトップクラス。ワインの製造もおこなっている。
第四装甲猟兵侍女中隊
中隊長：ヴァレーリア・ココ大尉　
本拠地：イタリア
現在の主人はメーカーの社長で、その家族に数名単位でつきっきりで行動している。主人がドバイで休暇をとるため、この隊では泳げることが必須になっている。
第五装甲猟兵侍女中隊
中隊長：リーラ・シャルンホルスト大尉　
本拠地：日本
「主人の心を癒す」をモットーにした実戦経験豊富な隊。かつては「血まみれのカチューシャ」と呼ばれるほどに戦力も家事も最低レベルだったが、近年では評価が大幅に上昇している。個性的な小隊長が多い。
第六装甲猟兵侍女中隊
中隊長：ラインヒルデ・オブストフェルダー大尉　
本拠地：ドイツ
創設時にMMM直属の楽隊から半数が移ってきたという歴史がある。現在でも楽器の扱いに慣れたメイドが多い。
第七装甲猟兵侍女中隊
中隊長：シモーネ・バルクマン大尉　
本拠地：ドイツ
主人が海辺に屋敷を構えていることが多い。そのためかメイドたちは魚料理が得意。
第八装甲猟兵侍女中隊
中隊長：クララ・ネーリング大尉　
本拠地：アルゼンチン
主人が膨大な敷地を所有しており、他小隊を見たことのないメイドが多い。以前に同志討ちになったため、識別用のモップ所有が義務付けられている。
第九装甲猟兵侍女中隊
中隊長：フィーネ・ベイカー大尉　
本拠地：オーストラリア
別名うさぎ中隊(カニーンヒェンカンパニー)。地元では野生化したウサギに賞金がかかっており、中隊も総出で捕獲に出かけている。戦闘もうさぎ並みの素早い軌道を得意とする。
第十装甲猟兵侍女中隊
中隊長：エレン・フォシュマン大尉　
本拠地：スウェーデン
零下になる気温が多いが、メイドたちは他と変わらない服装でいることが多い。冬季での山岳戦に優れている。
第一騎兵侍女中隊
中隊長：デイジー・キルゴア大尉　
本拠地：アメリカ
第二降下猟兵侍女中隊が母体。ヘリコプターを大量所有し、ヘリによるデリバリーが自慢。
第五〇一戦車侍女中隊
中隊長：グラフィーラ・ロラーノヴァ大尉　
本拠地：不明(中隊長の台詞からサンクトペテルブルクの可能性)
各コスチューム組織との抗争が絶えなかったときに装甲予備隊として編成された中隊。
ブランデンブルク部隊
中隊長：サラや少佐と呼ばれている。　
本拠地：不明
潜入を目的にして設立された部隊。規模、人員ともに一切不明。最近では政争に利用されているのが問題視されている。

## 所属メイド

### 第五装甲猟兵侍女中隊
リーラ・シャルンホルスト
声 ‐ 佐藤利奈(ファンタジア・リビルド)
第五装甲猟兵侍女中隊長。階級は大尉（ハウスキーパー）。ドイツ人。
「MMM創設以来の大傑作」と呼ばれ、常に冷静沈着で家事全般は勿論、介護から戦闘機の操縦、マネートレードでの利殖まで何でも完璧にこなすスーパーメイド。
高校生の主人・式森和樹に絶対の忠誠を誓っているが、彼のことになると冷静さを欠くことがある。和樹に次期主人になってもらうため、かなり積極的に近づく。
和樹の事が好きで、夕菜の事を忘れさせようと思っている。
ネリー・フロイアー
第一猟兵メイド小隊小隊長。階級は少尉（パーラーメイド）。童顔で低身長のため中学生のように見える。リーラの信頼も厚い。戦闘指揮に優れる。
セレン・ラドムスキー
捜索メイド小隊小隊長。階級は中尉（ハウスメイド）。リーラと同い年。
以前はMAK（メイドアフリカ軍団）の第三装甲猟兵侍女中隊に所属していた。
上官反抗で冷や飯を食わせられていたところ、リーラに引き抜かれる。セレンは他の中隊には行きたくないらしい。
エーファ・ノイビル
階級は一等兵。皿を割ることが多い。姉もメイドさんらしいが、性格は正反対。このたび二等兵より昇進。

### 第二装甲猟兵侍女中隊
シンシア・フロスト
第二装甲猟兵侍女中隊長。リーラをライバル視していて、なにかにつけて衝突している。自分の主人以外を認めていないところがある。

### 他隊のメイド
エレン・フォシュマン
第十装甲猟兵侍女中隊長。北欧出身だが雪は大の苦手。寡黙なところがある。元は歯医者で「じょなんの巻・ろく」の中隊長会議では和樹の口の中も観察した。そのときに和樹を気に入ってしまう。
グラフィーラ・ロラーノヴァ
第五〇一戦車侍女中隊長。リーラとはムンスターで訓練を受けていたころからの友人。
中隊長会議で、エレン同様に和樹を気に入る(その度合いはリーラとの友情にひびを入れてもいいというほど)。
マリアンヌ・ルフォー
第三装甲猟兵侍女中隊長。元はセレンの上司で、セレンのことは諦めていない模様。
エレンやグラフィーラと同じく和樹を気に入り、セレンと引き換えにしてもいいらしい。
クララ・ネーリング
第八装甲猟兵侍女中隊長。陽気でいい加減なところがある。元カソリックのシスター。
他の中隊長同様に、和樹をとても気に入った模様。
シモーネ・バルクマン
第七装甲猟兵侍女中隊長。釣りが趣味で部下に魚のあだ名をつける癖がある。
中隊長会議では進行役を務める。
ラインヒルデ・オブストフェルダー
第六装甲猟兵侍女中隊長。リーラの台詞から堅物なところがある模様。他の中隊長と同様に、和樹を好いている。
クレア・エバートン
第一装甲猟兵侍女中隊長。完璧な礼儀作法で中隊を指揮し、その力量は「ビクトリアの空気」を体感できるほど。中隊長会議での和樹争奪戦には加わらなかったが、引かれているらしい。

## 階級
彼女達には階級が割り振られており、メイドの階級はカチューシャによって判別され、色が階級章の代わりになっている。
紫
ハウスキーピングメイトロン「housekeeping matron」（大佐）
緑
ハウスホールドヘルパー「household helper」（中佐）
黒
ハウスパーラーメイド「house parlourmaid」（少佐）
赤
ハウスキーパー「housekeeper」（大尉）
黄色
ハウスメイド「housemaid」（中尉）
水色
パーラーメイド「parlourmaid」（少尉）
赤白の縞
ビトウィーンメイド「betweenmaid」（准尉）
ピンク
チャンバーメイド「chambermaid」（曹長）
青
ナースメイド「nursemaid」（軍曹）
青赤の縞
バーメイド「barmaid」（伍長）
黄
スカラリーメイド「scullerymaid」（上等兵）
青白の縞
ワードメイド「wardmaid」（一等兵）
白
キッチンメイド「kitchenmaid」（二等兵）